# Tropic Holiday
Tropic Holiday (br: Feitiço no Trópico) é um filme estadunidense de 1938, do gênero comédia musical, dirigido por Theodore Reed e estrelado por Dorothy Lamour e Ray Milland. Apesar de modesta, com um desempenho pífio de todo o elenco, a produção recebeu uma indicação para o Oscar, na categoria de Melhor Trilha Sonora.

## Sinopse
Ken Warren é um roteirista que vai ao México em busca de inspiração para seu próximo trabalho. Ele é acompanhado por sua secretária Midge Miller que, nem bem acaba de chegar, logo se apaixona pelo cantor Ramón. Ken, por sua vez, cai de amores pela beldade local, Manuela. Outros que se destinam ao sul do Rio Grande são Breck Jones, que pretende casar-se com Midge, e Marilyn Joyce, atriz e noiva de Ken, que acha uma vergonha ser passada para trás por uma simples mexicana desconhecida.
Em meio a um cenário de cartão-postal, entre canções e touradas, essas paixões se desenvolvem e se resolvem.

## Elenco
| Ator/Atriz     | Personagem    |
| -------------- | ------------- |
| Dorothy Lamour | Manuela       |
| Ray Milland    | Ken Warren    |
| Bob Burns      | Breck Jones   |
| Martha Raye    | Midge Miller  |
| Binnie Barnes  | Marilyn Joyce |
| Tito Guizar    | Ramón         |
| Elvira Rios    | Rosa          |
| Roberto Soto   | Roberto       |

## Principais prêmios e indicações
| Prêmio | Categoria Indicada   |
| ------ | -------------------- |
| Oscar  | Melhor Trilha Sonora |